# Río Lózara
El río Lózara (en gallego: río Lóuzara) es un río del noroeste de la península ibérica que discurre por la provincia de Lugo, en Galicia. Es un afluente del río Lor y este a su vez del río Sil. 
El río Lózara da su nombre al Valle de Lózara o Tierras de Lózara, en el ayuntamiento de Samos. Tiene aproximadamente 29 km de longitud. 

## Recorrido
Nace de la confluencia de varios arroyos que bajan de la Sierra de Rañadoiro, en el ayuntamiento de Piedrafita del Cebrero, entre ellos el río Louzarela. En su tramo inicial hace de límite entre los ayuntamientos de Folgoso de Caurel y de Samos para luego adentrarse en este último, por el cual discurre la mayor parte de su recorrido, recibiendo varios arroyos que descienden de la Sierra del Oribio y de los Montes de Lózara. Se une al río Lor en el ayuntamiento de Folgoso de Caurel a unos 430 m de altitud, cerca de la aldea del Touzón.

## Explotación
Antiguamente funcionaban varios molinos, y ferrerías como la de Gundriz o la de Santalla de Lózara, y algún mazo.